# Lopiena indecora
Lopiena indecora is een vlinder uit de familie tandvlinders (Notodontidae). De wetenschappelijke naam van deze soort is voor het eerst geldig gepubliceerd in 1949 door Sergius Kiriakoff.
De soort komt voor in tropisch Afrika.